# 專修大學
專修大學（日语：／ Senshū Daigaku *）、是一所位於東京都千代田區的私立大學。1880年創校、1923年設立大學部、簡稱專大。

## 沿革
明治初年，新政府為建設現代化國家而引入西歐先進文化，並因此積極推行海外留學政策。趁著此一絕佳的時機，眾多青年作為留學生或是政府官員和舊藩主們的隨行人員遠渡歐美各國。該校的創立者相馬永胤、田尻稻次郎、目賀田種太郎、駒井重格四人也是利用國家或是藩的費用到美國留學的人才。
留學期間，相馬雖然受到經濟貧困及眼疾所苦，但在其希望學習外國法律的強烈意願的支持下。同時，他還積極行動，與其他赴美學習法律的留學生們組成了研究法律的「日本法律事務所」等。另一方面，目賀田在作為留學生的管理人幫助日本留學生的同時，本身也進行法律學研究，在紐約與相馬等日本留學生深入接觸，以此為契機加入了「日本法律事務所」。此外，田尻和駒井很早就有著密切的交往，互相配合共同學習經濟學和財政學。之後，相馬等法學學生和田尻等經濟學學生在紐約近郊相遇，和同伴們一起談論在日本興辦教導經濟學和法律學的學校的話題。
回國後，以此4人為中心的青年們創立了經濟科與法律科並設的「專修學校」，以日語進行專業課程的教育。這就是現在專修大學的前身。這時是1880年（明治13年）。「專修學校」是最早在日本進行經濟科教育，以及私立學校中最早設立法律科的高等教育機構。於此開啟了專修大學的歷史。

## 學院、學系及研究所

### 學院
- 經濟學院 
  - 經濟學科
  - 生活環境經濟學科
  - 國際經濟學科
- 法學院
  - 法律學科
  - 政治學科
- 經營學院 
  - 商業設計學科
  - 經營學科
- 商學院 
  - 市場行銷學科
  - 會計學科
- 文學院
  - 日本文學文化學科
  - 英語英美文學科
  - 哲學科
  - 歷史學科
  - 環境地理學科
  - 人文與新聞學科
- 人類科學院
  - 社會學科
  - 心理學科
- 網絡資訊學院 
  - 網絡資訊學科
- 國際傳播學院
  - 日語學科
  - 跨文化傳播學系

### 研究所
- 經濟學研究科 
  - 經濟學專業（碩士課程/博士課程）
- 法學研究科  
  - 法學專業（碩士課程）
  - 民事法學專業（博士課程）
  - 公法學專業（博士課程）
- 文學研究科 
  - 日語日本文學專業（碩士課程/博士課程）
  - 英語英美文學專業（碩士課程/博士課程）
  - 哲學專業（碩士課程/博士課程）
  - 歷史學專業（碩士課程/博士課程）
  - 地理學專業（碩士課程/博士課程）
  - 社會學專業（碩士課程/博士課程）
  - 心理學專業（碩士課程/博士課程）
- 經營學研究科 經營學專業（碩士課程/博士課程）
- 商學研究科 商學專業（碩士課程/博士課程） 
  - 會計學專業（碩士課程/博士課程）

### 專業職務研究所
- 法務研究科（法科研究所） 
  - 法務專業（專業職務學位課程）

### 學生人數
- 本科生人數:20,155名（男子13,579名・女子6,576名）
- 研究生人數:308名（男子301名・女子161名）
- 外國留學生人數:463人（學院239人、研究所69人）

※2011年5月1日現在

## 校區

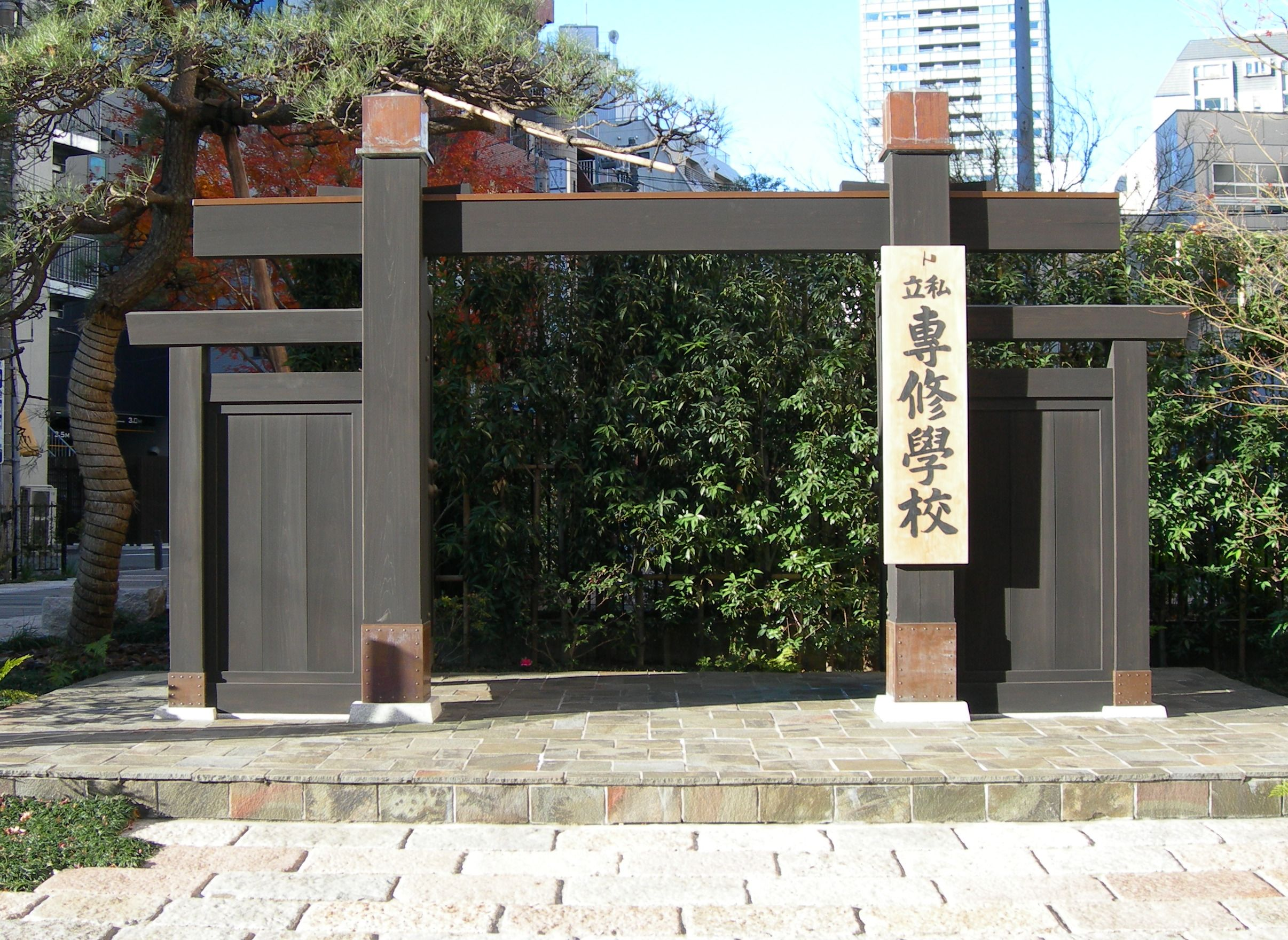
神田校區校門（黑門）

專修大學有神田（東京都千代田區）和生田（神奈川縣川崎市多摩區）兩個校區。
法學院、商學院、國際傳播學院、就讀研究所（法學研究科、經濟學研究科和商學研究科的一部）、二部（夜校）所有學院、法科研究所的學生都在神田校區學習。
其餘學生，也就是本科生中的經濟學院、經營學院、文學院、網絡資訊學院、人類科學院所有年級、以及研究所（經濟學研究科、文學研究科、經營學研究科、商學研究科）等神田校區以外的全部學生都在生田校區學習。
許多學生都在這兩個校區過著充實的學生生活。

## 姐妹學校
- 中華人民共和国
  - 北京大学
  - 上海大学
  - 西北大学
  - 南開大学法学院
- 中華民國（台灣）
  - 國立中山大學
- 大韓民國
  - 檀國大學
- 越南社會主義共和國
  - 河内國家大學

## 附属學校
- 石卷專修大學（宮城縣石卷市南境新水戶1）
  - 理學與工學院
    - 理学科
    - 機械工学科
    - 資訊電子工学科
    - 生物生産工学科

  - 經營學院
    - 經營学科

- 專修大学附属高級中学

## 相關項目
- 日本大学列表

## 外部連結
- 専修大学 （页面存档备份，存于）（日語）
- 專修大學 （页面存档备份，存于）（繁體中文）
- 专修大学 （页面存档备份，存于）（简体中文）